# Свята Італії
Свята Італії — це офіційно встановлені в Італії святкові, пам'ятні дні.
| Дата                                                                      | Свято                                           | Оригінальна назва                  | Примітки                                                              |
| ------------------------------------------------------------------------- | ----------------------------------------------- | ---------------------------------- | --------------------------------------------------------------------- |
| 1 січня                                                                   | Новий рік                                       | Capodanno                          |                                                                       |
| 6 січня                                                                   | Богоявлення                                     | Epifania                           |                                                                       |
| Неділя після першого повного місяця після весняного рівнодення 21 березня | Великдень                                       | Pasqua                             | Визначається відповідно до великоднього циклу Римо-католицької церкви |
| 1-й понеділок після Великодня                                             | Великодній понеділок                            | Lunedì dell'Angelo, Pasquetta      |                                                                       |
| 25 квітня                                                                 | День визволення Італії                          | Festa della Liberazione            | Завершення Другої світової війни у Європі, 1945 рік.                  |
| 1 травня                                                                  | День праці                                      | Festa dei Lavoratori               |                                                                       |
| 2 червня                                                                  | День проголошення Італійської Республіки        | Festa della Repubblica Italiana    | День Конституційного референдуму 1946 року                            |
| 15 серпня                                                                 | Внебовзяття Пресвятої Діви Марії або Ферраґосто | Assunzione di Maria або Ferragosto |                                                                       |
| 1 листопада                                                               | День усіх святих                                | Ognissanti или Tutti i santi       |                                                                       |
| 8 грудня                                                                  | Непорочне зачаття Діви Марії                    | Immacolata Concezione              |                                                                       |
| 25 грудня                                                                 | Різдво Христове                                 | Natale di Gesù                     |                                                                       |
| 26 грудня                                                                 | День святого Стефана                            | Santo Stefano                      |                                                                       |